# سلیشته (استان بلاگووگراد)
سلیشته (به بلغاری: Selishte) یک منطقهٔ مسکونی در بلغارستان است که در شهرستان بلاگووگراد واقع شده‌است. سلیشته ۱۳٫۹۴ کیلومتر مربع مساحت و ۴۱۵ نفر جمعیت دارد و ۵۱۵ متر بالاتر از سطح دریا واقع شده‌است.